# HD 82205
HD 82205，又名CD-26 7117，SAO 177546、HR 3770，是一颗恒星，视星等为5.48，位于銀經256.64，銀緯17.66，其B1900.0坐标为赤經9h 25m 28.1s，赤緯-26° 17.66′ 5″。